# Secrétariat
Pour les articles homonymes, voir Secrétaire.
Ne doit pas être confondu avec Secretariat.
Le secrétaire est un métier de bureau qui consiste à s'occuper, pour le compte d'un autre employé ou agent, de son courrier, de ses communications téléphoniques, de la rédaction des comptes rendus de réunions, de la gestion de son emploi du temps. Il allège de certaines activités notamment en contribuant à l'organisation de ses actions, etc. 
Un secrétaire de direction assiste une direction, un supérieur hiérarchique ou un Procureur au sein d'un Parquet.
Les termes de "premier secrétaire", de "secrétaire général" ou de Secrétaire d'État désignent une tout autre fonction : cela désigne une personne (ou un organisme) haut placé dans la hiérarchie.
Historiquement, le travail de secrétariat a beaucoup changé. Autrefois, c'était la personne sachant taper à la machine à écrire rapidement (et éventuellement connaissant la sténographie). Avec le développement des ordinateurs personnels, les personnes tapent elles-mêmes leurs textes et les secrétaires assurent d'autres fonctions très diverses.

## Histoire

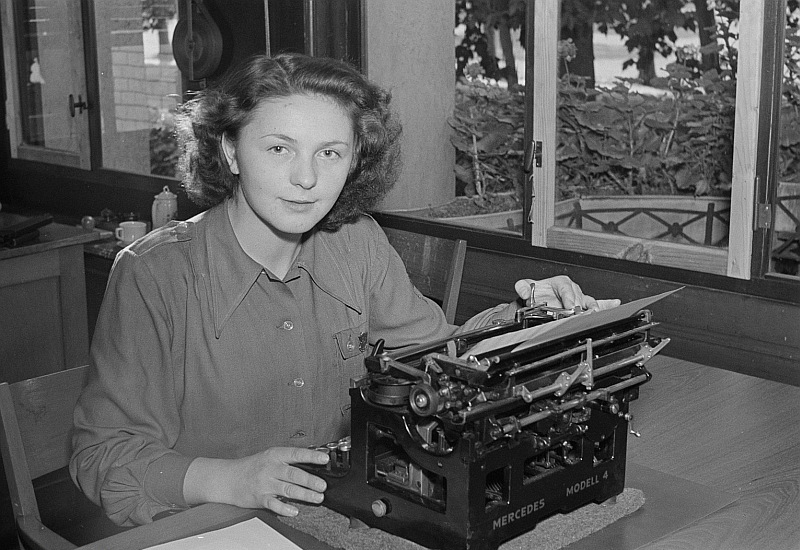
Secrétaire dactylographe en 1951.

Depuis la Renaissance jusqu'à la fin du XIXe siècle, certains hommes qui prennent le titre de secrétaire sont engagés pour tenir la correspondance quotidienne et les activités de personnages de haute stature sociale.
Progressivement le terme s'applique à des fonctions plus nombreuses et variées, ce qui conduit à donner des titres composés afin de spécifier divers travaux de secrétariat, tels que Secrétaire général ou secrétaire financier (en). Le terme simple de « secrétaire » reste alors en usage, soit comme abréviation lorsque le contexte de la fonction est sans ambiguïté, soit pour désigner un poste relativement modeste.
À la fin du XIXe siècle, le capitalisme se développe : les industries grandissent en taille, les boutiques deviennent des grands magasins, les grandes compagnies bancaires et d'assurance se développent, ce qui nécessite des bureaux administratifs plus importants avec notamment le secrétariat qui est assuré par des hommes.
En Grande-Bretagne, Sir Isaac Pitman invente en 1837 une sténographie phonétique qui vise initialement à des objectifs d'éducation des masses. La sténographie vulgarisée vers 1870 a pour objectif d'apprendre à lire et écrire. Se généralisant pendant la Belle Époque, elle devient une technique de prise de notes, se diffusant dans le monde commercial. Au même moment, le métier de sténographe se féminise.
Avec la diffusion de la machine à écrire, la sténographie se voit concurrencée par la sténotypie. La dactylographie devient ainsi l'apanage des femmes, veuves ou jeunes filles bien élevées, issues à l'origine de la classe moyenne ou de la petite bourgeoisie puis de milieu populaire avec l'essor de la profession entre les deux grandes guerres qui voit les femmes se saisir de ces innovations.

## Aujourd'hui
(février 2023).
- Si vous ne connaissez pas le sujet, laissez ce bandeau (vous pouvez alors contacter les auteurs).
- Si vous supprimez le contenu mis en cause (vous pouvez préalablement contacter les auteurs),

argumentez précisément cette suppression dans la page de discussion
(un manque de référence n'est pas un argument ; une recherche réelle de référence doit avoir été effectuée, être formellement documentée).
Une secrétaire , une assistante administrative , une assistante de direction , une assistante de programme ,  une assistante de projet , une secrétaire personnelle ,  ou une autre personne portant un titre similaire est une personne dont le travail consiste à soutenir la direction , y compris les cadres, en utilisant une variété de gestion de projet , de programme compétences en évaluation , en communication et/ou en organisation dans le domaine de l'administration . Il existe un large éventail d'expériences de travail réalisables dans le domaine du soutien administratif, allant destages , niveaux d'entrée , associés, niveaux junior, intermédiaire et supérieur avec des postes dans presque tous les secteurs, en particulier parmi les carrières de cols blancs .
Certains secrétaires, assistants administratifs ou assistants de direction de haut niveau dans les tranches salariales de niveau associé, junior, intermédiaire et supérieur ou ceux occupant un poste de débutant nécessitant des connaissances spécialisées de préférence ou explicitement acquises par le biais d'un baccalauréat (par exemple BA , BS , BBA ), une maîtrise (par exemple MA , MS , MBA , MPP , MPA , MPH , MLIS ) ou même un doctorat (par exemple JD ), dans un domaine pertinent à l'industrie de l'organisation sont des secrétaires spécialisés qui assistent généralement cadres supérieurset/ou participer activement au travail de l'organisation en participant concrètement à la production de produits livrables . Certains autres postes tels que les assistants législatifs , les parajuristes , les greffiers judiciaires , les greffiers du tribunal , les assistants médicaux et les scribes médicaux qui nécessitent un baccalauréat, une maîtrise ou un doctorat pour exercer, ont occupé des fonctions identiques à celles des secrétaires spécialisés et vice versa où les secrétaires spécialisés ont pris en charge certaines des tâches de recherche et de tenue de dossiers des cadres qu'ils assistent, comme travailler sur des livrables ou effectuer des tâches professionnelles similaires. 
Les fonctions d'un assistant personnel peuvent être entièrement exercées pour aider un autre employé ou peuvent être au profit de plusieurs. Dans d'autres situations, un secrétaire est un dirigeant d'une société ou d'une organisation qui s'occupe de la correspondance , admet de nouveaux membres et organise des réunions et des événements officiels. Cependant, ce rôle ne doit pas être confondu avec le rôle d'un secrétaire de direction , secrétaire de cabinet tel que les membres du cabinet qui portent le titre de "secrétaire", ou secrétaire de société , tous qui diffèrent d'un assistant administratif. 
Une secrétaire, également appelée assistante personnelle (AP) ou assistante administrative , peut avoir de nombreuses tâches administratives. Le titre de «secrétaire» n'est plus utilisé aussi souvent qu'au cours des décennies passées et les responsabilités ont évolué en réponse à l'ère technologique, nécessitant des connaissances dans des logiciels tels que la suite d'applications Microsoft Office . Les tâches peuvent varier selon la nature et la taille de l'entreprise ou de l'organisation et peuvent inclure la gestion des budgets, la tenue de livres, la participation aux appels téléphoniques, la gestion des visiteurs, la maintenance des sites Web, les préparatifs de voyage, la planification d'événements ., et préparer les notes de frais. Les secrétaires peuvent également gérer tous les détails administratifs de l'organisation d'une conférence ou d'une réunion de haut niveau et être responsables de l'organisation de la restauration pour un déjeuner de travail. Souvent, les cadres demandent à leur assistant de rédiger les procès-verbaux des réunions et de préparer les documents de réunion pour examen.  En plus des procès-verbaux, le secrétaire peut être responsable de la tenue de tous les registres officiels d'une entreprise ou d'un organisme.  Une secrétaire est également considérée comme un "chef de bureau".
Aujourd'hui, de nombreuses secrétaires effectuent également des recherches , des séances d'information, rédigent des notes de service, rédigent du contenu , gèrent la gestion de projet , l'évaluation de programme , la gestion des parties prenantes , les tâches de service à la clientèle , conçoivent et maintiennent les systèmes de bureau, y compris la gestion et le classement des données , effectuent des recherches de fond et présentent les résultats, produisent des documents tels que des livres blancs et de la littérature grise , réaliser des projets spécifiques, assumer certaines responsabilités de gestionnaire, s'impliquer dans les processus décisionnels, gérer des tâches de relations publiques et/ou de logistiqueet l'approvisionnement ainsi qu'un large éventail d'autres tâches liées à leur industrie spécifique. Les secrétaires dans certains domaines peuvent être tenus d'avoir des connaissances professionnelles approfondies. Par conséquent, les fonctions de ces assistants peuvent être plus spécialisées. Par exemple, les assistants administratifs juridiques, également connus sous le nom de secrétaires juridiques , peuvent avoir besoin d' avoir une compréhension approfondie de la terminologie juridique et du droit procédural . rédiger des motions de procédure et autres mémoires juridiques de routine; les assistants législatifs devraient être formés en sciences politiques ou dans d'autres domaines d'études adjacents et savoir comment surveiller la législation en attente , effectuer des recherches , des analyses législatives, des recherches législatives, des recherches juridiques, des analyses de politiques , rédiger des lois, donner des conseils et des conseils et faire des recommandations ; tandis que les assistants médicaux et les scribes médicaux devraient bien connaître les sciences de la santé , la politique de santé , la santé publique , les relations avec les compagnies d'assurance maladie et la lecture de rapports médicaux.
Dans une entreprise, de nombreuses descriptions de poste se chevauchent. Cependant, alors que l'assistant administratif est un terme générique, n'impliquant pas nécessairement de travailler directement pour un supérieur, une secrétaire est généralement la personne clé pour toutes les tâches administratives, et souvent appelée « gardienne ». D'autres titres décrivant des emplois similaires ou chevauchant ceux du secrétaire traditionnel sont Coordonnateur de bureau, Adjoint exécutif, Gestionnaire de bureau et Professionnel de l'administration.

### Les stéréotypes
Jusqu'à ces dernières années, le métier de secrétaire au sens originel était bien souvent sujet, dans l'imaginaire collectif, à des stéréotypes et des connotations péjoratives. En effet, on associait facilement le secrétariat à des tâches peu valorisantes, telles que servir le café aux supérieurs, faire des photocopies ou encore du classement... En outre, la profession ayant souvent été exercée presque exclusivement par des femmes, dans les cas les plus préoccupants, elles pouvaient subir des avances de la part de collègues indélicats, en particulier de patrons, qui exerçaient alors une double emprise. Le métier était alors réputé ingrat et mal rémunéré. C'est beaucoup moins le cas de nos jours, car non seulement la parole se libère, ce qui limite les cas de harcèlement, mais pour revenir au plan purement professionnel, il faut généralement avoir les diplômes requis pour exercer la profession et, avec l'avènement des nouvelles technologies, les tâches de secrétariat sont nettement plus variées et enrichissantes sur le plan personnel. Du fait de l'introduction massive des techniques numériques et bureautiques (traitements de texte, courriers électroniques, agendas électroniques) dans les entreprises et les administrations, les cadres sont de plus en plus amenés à effectuer eux-mêmes le travail autrefois dévolu aux assistants (rédactions de documents électroniques, de courriels...). Les postes de secrétaires (on dit maintenant assistants) ont tendance à concerner seulement les niveaux les plus élevés de la hiérarchie des organisations, ou bien sont regroupés aux niveaux inférieurs de la hiérarchie. Il s'ensuit que les cadres intermédiaires doivent maîtriser les outils bureautiques, et en particulier, ils peuvent plus difficilement s'appuyer sur un assistant pour corriger leurs fautes de français...

### Éducation et formation
Une variété de compétences et une capacité d'adaptation à de nouvelles situations sont nécessaires. En tant que tel, un baccalauréat de quatre ans est souvent préféré et un diplôme d'associé de deux ans est généralement une exigence, dans n'importe quel domaine d'études, sauf indication contraire des employeurs pour se conformer aux exigences en matière d'éducation dans leur secteur d'activité, bien que l'expérience de travail puisse remplacer l'éducation si le poste n'exige pas de connaissances spécialisées dans un domaine d'études spécifique pertinent à l'industrie ou au rôle de la division de l'employeur au sein de l'organisation. Une autre option prise avec ou sans études supérieures est d'obtenir une certification professionnelle d'une association nationale qui s'autorégulel'industrie du secrétariat et de l'assistance administrative, dans laquelle une certification professionnelle peut se substituer à l'enseignement supérieur si la personne n'est pas titulaire d'un baccalauréat ou d'un grade d'associé, ou afin de substituer une expérience professionnelle à une personne titulaire d'un diplôme de l'enseignement supérieur mais ayant une expérience limitée dans un rôle de soutien administratif. Au cours de l' âge adulte des baby-boomers et de certaines personnes plus âgées de la génération X , il était courant que les secrétaires n'entrent dans la profession qu'après avoir obtenu un diplôme d'études secondaires complété par une formation en cours d'emploi sans éducation postsecondaire formelle , un diplôme d'enseignement supérieur , ou service professionnel antérieurexpérience, mais bon nombre de ces mêmes titres d'emploi que l'on trouve aujourd'hui chez les adultes de la génération Y , de la génération Z et des jeunes adultes de la génération X, nécessitent une formation spécialisée et des compétences principalement acquises par le biais d'un baccalauréat (par exemple BA , BS , BBA ) niveau d'éducation et dans certains cas un maîtrise (par exemple MA , MS , MBA , MPP , MPA , MPH , MLIS ) ou doctorat (par exemple JD) niveau d'éducation, y compris même l'éducation spécifiquement dans un domaine pertinent à l'industrie ou à la compétence de la division de l'organisation, car beaucoup d'entre eux participent aujourd'hui activement au travail de leur employeur, par exemple en participant concrètement à la production de livrables ou en menant d'autres activités professionnelles fonctions similaires à celles des cadres qu'ils assistent contrairement aux secrétaires des décennies passées.